# Kristi Richards
Kristi Richards (ur. 27 października 1981 w Penticton) – kanadyjska narciarka, specjalistka narciarstwa dowolnego. Jej największym sukcesem jest złoty medal w jeździe po muldach wywalczony podczas mistrzostw świata w Madonna di Campiglio. Wywalczyła także brązowy medal na mistrzostwach świata w Deer Valley. Jej najlepszym wynikiem olimpijskim jest 7. miejsce w tej samej konkurencji na igrzyskach olimpijskich w Turynie. Najlepsze wyniki w Pucharze Świata osiągnęła w sezonie 2006/2007, kiedy to zajęła 10. miejsce w klasyfikacji generalnej, a w klasyfikacjach jazdy po muldach i jazdy po muldach podwójnych była czwarta.

## Osiągnięcia

### Igrzyska olimpijskie
| Miejsce | Dzień     | Rok  | Miejscowość | Konkurencja      | Zwycięzca      |
| ------- | --------- | ---- | ----------- | ---------------- | -------------- |
| 7.      | 11 lutego | 2006 | Turyn       | Jazda po muldach | Jennifer Heil  |
| 20.     | 13 lutego | 2010 | Vancouver   | Jazda po muldach | Hannah Kearney |

### Mistrzostwa świata
| Miejsce | Dzień       | Rok  | Miejscowość          | Konkurencja      | Zwycięzca     |
| ------- | ----------- | ---- | -------------------- | ---------------- | ------------- |
| 8.      | 31 stycznia | 2003 | Deer Valley          | Jazda po muldach | Kari Traa     |
| 1.      | 9 marca     | 2007 | Madonna di Campiglio | Jazda po muldach | -             |
| 4.      | 10 marca    | 2007 | Madonna di Campiglio | Muldy podwójne   | Jennifer Heil |
| 5.      | 7 marca     | 2009 | Inawashiro           | Jazda po muldach | Aiko Uemura   |
| 3.      | 2 lutego    | 2011 | Deer Valley          | Jazda po muldach | Jennifer Heil |

### Puchar Świata

#### Miejsca w klasyfikacji generalnej
- sezon 2001/2002: 65.
- sezon 2002/2003: 21.
- sezon 2004/2005: 62.
- sezon 2005/2006: 29.
- sezon 2006/2007: 10.
- sezon 2007/2008: 14.
- sezon 2008/2009: 64.
- sezon 2009/2010: 16.
- sezon 2010/2011: 20.

#### Miejsca na podium
1. Oberstdorf – 18 grudnia – 2005 (Jazda po muldach) – 2. miejsce
2. Deer Valley – 13 stycznia 2007 (Muldy podwójne) – 1. miejsce
3. Apex – 24 lutego 2007 (Jazda po muldach) – 3. miejsce
4. Voss – 3 marca 2007 (Jazda po muldach) – 3. miejsce
5. Tignes – 13 grudnia – 2007 (Jazda po muldach) – 3. miejsce
6. Deer Valley – 2 lutego 2008 (Jazda po muldach) – 3. miejsce
7. Åre – 7 marca – 2008 (Jazda po muldach) – 2. miejsce
8. Suomu – 11 grudnia – 2009 (Jazda po muldach) – 1. miejsce
9. Suomu – 12 grudnia – 2009 (Jazda po muldach) – 2. miejsce
10. Ruka – 11 grudnia 2010 (Jazda po muldach) – 3. miejsce
11. Beidahu – 21 grudnia 2010 (Jazda po muldach) – 3. miejsce
12. Lake Placid – 23 stycznia 2011 (Jazda po muldach) – 3. miejsce

- W sumie 2 zwycięstwa, 3 drugie i 7 trzecich miejsc.